# Liste des députés de Paris de 1986 à 2012
Cet article donne la liste des députés de Paris de 1986 à 2012, regroupant deux périodes distinctes : la première, de 1986 à 1988, est basée sur un mode de scrutin de liste à la représentation proportionnelle à la plus forte moyenne dans le cadre du département, selon la loi du 10 juillet 1985. La seconde, de 1988 à 2012, marque le retour au découpage par circonscription et le rétablissement du scrutin uninominal majoritaire, selon la loi no 86-825 du 11 juillet 1986. La délimitation des circonscriptions, non déterminée explicitement par la loi de juillet, est validée par la loi no 86-1197 du 24 novembre 1986 relative à la délimitation des circonscriptions pour l'élection des députés.
Pour les élections législatives de 1986, le nombre de députés qui s'élevait depuis le début de la Ve République à 31 a été ramené à 21 élus à l'échelle du département de Paris. Lors des cinq législatures suivantes, le découpage des circonscriptions adopté en 1986 a maintenu ce nombre de 21.
En 2010, les circonscriptions législatives ont fait l'objet d'un nouveau découpage qui entre en vigueur lors des élections de 2012. Le nombre de députés pour Paris est ramené de 21 à 18.

Découpage des circonscriptions électorales de Paris de 1988 à 2012 (les élections de 1986 ne sont pas basées sur les circonscriptions).

## Huitième législature(2 avril 1986 - 14 mai 1988)
Les élections législatives françaises de 1986 étant basées sur un scrutin par département et non pas circonscription, la liste des députés est présentée par ordre alphabétique.
| Député                            | Parti | Parti |
| --------------------------------- | ----- | ----- |
| Edwige Avice                      |       | PS    |
| Bernard Pons René Béguet          |       | RPR   |
| Pierre de Bénouville              |       | RPR   |
| Lionel Jospin Alain Billon        |       | PS    |
| Michel Charzat                    |       | PS    |
| Jacques Dominati                  |       | UDF   |
| Édouard Balladur Jacques Féron    |       | RPR   |
| Édouard Frédéric-Dupont           |       | FN    |
| Gérard Fuchs                      |       | PS    |
| Gilbert Gantier                   |       | UDF   |
| Gabriel Kaspereit                 |       | RPR   |
| Jean-Marie Le Pen                 |       | FN    |
| Claude-Gérard Marcus              |       | RPR   |
| Georges Mesmin                    |       | UDF   |
| Louis Moulinet                    |       | PS    |
| Alain Juppé Françoise de Panafieu |       | RPR   |
| Paul Quilès                       |       | PS    |
| Georges Sarre                     |       | PS    |
| Gisèle Stievenard                 |       | PS    |
| Jean Tiberi                       |       | RPR   |
| Jacques Toubon                    |       | RPR   |

1. ↑  à compter du 1er avril 1986, à la suite de la démission de Bernard Pons, nommé au gouvernement (suivant de liste).
2. ↑  à compter du 24 octobre 1986, Lionel Jospin ayant été réélu dans la Haute-Garonne à la suite d'une élection partielle (suivant de liste).
3. ↑  à compter du 1er avril 1986, à la suite de la démission d'Édouard Balladur, nommé au gouvernement (suivant de liste).
4. ↑  à compter du 1er avril 1986, à la suite de la démission d'Alain Juppé, nommé au gouvernement (suivante de liste).

## Neuvième législature(23 juin 1988 -1eravril 1993)

Résultats des élections législatives de 1988 à Paris.

| Circ. | Député                           | Parti | Parti | Suppléant(e)               |
| ----- | -------------------------------- | ----- | ----- | -------------------------- |
| 1re   | Jacques Dominati                 |       | UDF   | Benoite Taffin             |
| 2e    | Jean Tiberi                      |       | RPR   | Monique Tisné              |
| 3e    | Édouard Frédéric-Dupont          |       | RPR   | Jean-Philippe Hubin        |
| 4e    | Gabriel Kaspereit                |       | RPR   | Claude Roland              |
| 5e    | Claude-Gérard Marcus             |       | RPR   | Claude Challal             |
| 6e    | Georges Sarre Jean-Yves Autexier |       | PS    | Jean-Yves Autexier         |
| 7e    | Alain Devaquet                   |       | RPR   | Joël Lainé                 |
| 8e    | Pierre de Bénouville             |       | RPR   | Jean-Pierre Bechter        |
| 9e    | Paul Quilès Jean-Marie Le Guen   |       | PS    | Jean-Marie Le Guen         |
| 10e   | Jacques Toubon                   |       | RPR   | Claude Goasguen (UDF)      |
| 11e   | Nicole Catala                    |       | RPR   | Vincent Creusat            |
| 12e   | Édouard Balladur                 |       | RPR   | René Galy-Dejean           |
| 13e   | Michèle Barzach René Galy-Dejean |       | RPR   | Alain Destrem (UDF)        |
| 14e   | Georges Mesmin                   |       | UDF   | Guy Flesselles             |
| 15e   | Gilbert Gantier                  |       | UDF   | Marguerite Mercadé-Pilliet |
| 16e   | Bernard Pons                     |       | RPR   | Pierre Rémond              |
| 17e   | Françoise de Panafieu            |       | RPR   | Jean-Marc Casso            |
| 18e   | Alain Juppé                      |       | RPR   | Yves Verwaerde (UDF)       |
| 19e   | Daniel Vaillant                  |       | PS    | Daniel Marcovitch          |
| 20e   | Jean-Christophe Cambadélis       |       | PS    | Roger Madec                |
| 21e   | Michel Charzat                   |       | PS    | Marie-France Gouriou       |

1. ↑  à compter du 29 juillet 1988, à la suite de la nomination au gouvernement de Georges Sarre (suppléant).
2. ↑  à compter du 29 juillet 1988, à la suite de la nomination au gouvernement de Paul Quilès (suppléant) ; démissionnaire le 16 décembre 1992, non remplacé.
3. ↑  à compter du 3 février 1990, à la suite de la démission de Michèle Barzach (élection partielle).

## Dixième législature(2 avril 1993 - 21 avril 1997)

Résultats des élections législatives de 1993 à Paris.

| Circ. | Député                                                       | Parti | Parti       | Suppléant(e)           |
| ----- | ------------------------------------------------------------ | ----- | ----------- | ---------------------- |
| 1re   | Laurent Dominati                                             |       | UDF (PR)    | Benoite Taffin         |
| 2e    | Jean Tiberi                                                  |       | RPR         | Jean-Charles Bardon    |
| 3e    | Michel Roussin Martine Aurillac                              |       | RPR         | Martine Aurillac       |
| 4e    | Gabriel Kaspereit                                            |       | RPR         | Marie-Thérèse Hermange |
| 5e    | Claude-Gérard Marcus                                         |       | RPR         | Claude Challal         |
| 6e    | Georges Sarre                                                |       | PS puis MDC | Jean-Yves Autexier     |
| 7e    | Alain Devaquet                                               |       | RPR         | Joël Lainé             |
| 8e    | Jean de Gaulle                                               |       | RPR         | Jean-François Pernin   |
| 9e    | Anne-Marie Couderc Patrick Trémège                           |       | RPR         | Patrick Trémège        |
| 10e   | Jacques Toubon Claude Goasguen Jacques Toubon Lionel Assouad |       | RPR         | Lionel Assouad         |
| 11e   | Nicole Catala                                                |       | RPR         | Alain-Richard Kirsch   |
| 12e   | Édouard Balladur Philippe Goujon Édouard Balladur            |       | RPR         | Philippe Goujon        |
| 13e   | René Galy-Dejean                                             |       | RPR         | Alain Destrem (UDF)    |
| 14e   | Georges Mesmin                                               |       | UDF (AD)    | Guy Flesselles         |
| 15e   | Gilbert Gantier                                              |       | UDF (PR)    | Jean-Louis Giral       |
| 16e   | Bernard Pons Pierre Rémond                                   |       | RPR         | Pierre Rémond          |
| 17e   | Françoise de Panafieu Roland Coche                           |       | RPR         | Roland Coche           |
| 18e   | Alain Juppé Yves Verwaerde                                   |       | RPR         | Yves Verwaerde (UDF)   |
| 19e   | Jean-Pierre Pierre-Bloch                                     |       | UDF (PSD)   | Claude Weidner         |
| 19e   | Daniel Vaillant                                              |       | PS          |                        |
| 20e   | Jacques Féron                                                |       | RPR         | Michel Bulté           |
| 21e   | Didier Bariani                                               |       | UDF (Rad)   | Arlette Braquy         |

1. ↑  à compter du 2 mai 1993, à la suite de la nomination au gouvernement de Michel Roussin (suppléant).
2. ↑  à compter du 19 juin 1995, à la suite de la nomination au gouvernement d'Anne-Marie Couderc (suppléant).
3. ↑  à compter du 2 mai 1993, à la suite de la nomination au gouvernement de Jacques Toubon (suppléant).
4. ↑  à compter du 17 septembre 1995, à la suite de la nomination au gouvernement de Claude Goasguen (élection partielle).
5. ↑  à compter du 18 octobre 1995, à la suite du maintien au gouvernement de Jacques Toubon (suppléant).
6. ↑  à compter du 2 mai 1993, à la suite de la nomination comme Premier ministre d'Édouard Balladur (suppléant).
7. ↑  à compter du 24 septembre 1995, à la suite de la démission de Philippe Goujon (élection partielle).
8. ↑  à compter du 19 juin 1995, à la suite de la nomination au gouvernement de Bernard Pons (suppléant).
9. ↑  à compter du 19 juin 1995, à la suite de la nomination au gouvernement de Françoise de Panafieu (suppléant).
10. ↑  à compter du 2 mai 1993, à la suite de la nomination au gouvernement d'Alain Juppé (suppléant).
11. ↑  à compter du 6 février 1994 à la suite de l'invalidation, par décision du Conseil constitutionnel, de l'élection de Jean-Pierre Pierre-Bloch (UDF).

## Onzième législature(1erjuin 1997 - 18 juin 2002)

Résultats des élections législatives de 1997 à Paris.
Parti socialiste
MDC
RPR
UDF

| Circ. | Député                                  | Parti | Parti    | Suppléant(e)                                          |
| ----- | --------------------------------------- | ----- | -------- | ----------------------------------------------------- |
| 1re   | Laurent Dominati                        |       | UDF (PR) | Jean-François Legaret                                 |
| 2e    | Jean Tiberi                             |       | RPR      | Jean-Charles Bardon                                   |
| 3e    | Martine Aurillac                        |       | RPR      | Jean-Pierre Lecoq                                     |
| 4e    | Pierre Lellouche                        |       | RPR      | Vincent Reina                                         |
| 5e    | Tony Dreyfus                            |       | PS       | Michel Ottaway                                        |
| 6e    | Georges Sarre                           |       | MDC      | Liliane Capelle                                       |
| 7e    | Patrick Bloche                          |       | PS       | Michèle Blumenthal                                    |
| 8e    | Jean de Gaulle                          |       | RPR      | Jean-Pierre Burriez (UDF)                             |
| 9e    | Jean-Marie Le Guen                      |       | PS       | Myriam Constantin                                     |
| 10e   | Serge Blisko                            |       | PS       | Chantal Morel                                         |
| 11e   | Nicole Catala                           |       | RPR      | Jean-Louis Valentin                                   |
| 12e   | Édouard Balladur                        |       | RPR      | Philippe Goujon                                       |
| 13e   | René Galy-Dejean                        |       | RPR      | Alain Destrem (UDF)                                   |
| 14e   | Claude Goasguen                         |       | UDF (FD) | Danièle Giazzi                                        |
| 15e   | Gilbert Gantier                         |       | UDF (PR) | Jean-Louis Giral                                      |
| 16e   | Bernard Pons                            |       | RPR      | Pierre Rémond                                         |
| 17e   | Françoise de Panafieu                   |       | RPR      | Roland Coche                                          |
| 18e   | Christophe Caresche                     |       | PS       | Laurence Goldgrab (PRG)                               |
| 19e   | Daniel Vaillant Daniel Marcovitch       |       | PS       | Daniel Marcovitch                                     |
| 20e   | Jean-Christophe Cambadélis              |       | PS       | Roger Madec                                           |
| 21e   | Véronique Carrion-Bastok Michel Charzat |       | PS       | Jean-Michel Rosenfeld (suppléant de V.Carrion-Bastok) |

1. ↑  à compter du 5 juillet 1997, à la suite de la nomination au gouvernement de Daniel Vaillant (suppléant).
2. ↑  à compter du 5 décembre 1999, à la suite de la démission de Véronique Carrion-Bastok (élection partielle).

## Douzième législature(19 juin 2002 - 19 juin 2007)

Résultats des élections législatives de 2002 à Paris.
Parti socialiste
Union pour un mouvement populaire
Les Verts
Union pour la démocratie française
Divers droite

| Circ. | Député                                 | Parti | Parti     | Suppléant(e)               |
| ----- | -------------------------------------- | ----- | --------- | -------------------------- |
| 1re   | Martine Billard                        |       | Les Verts | Pierre Schapira (PS)       |
| 2e    | Jean Tiberi                            |       | UMP       | Jean-Charles Bardon        |
| 3e    | Martine Aurillac                       |       | UMP       | Jean-Pierre Lecoq          |
| 4e    | Pierre Lellouche                       |       | UMP       | François Lebel             |
| 5e    | Tony Dreyfus                           |       | PS        | Alexandra Cordebard        |
| 6e    | Danièle Hoffman-Rispal                 |       | PS        | François Kalfon            |
| 7e    | Patrick Bloche                         |       | PS        | Michèle Blumenthal         |
| 8e    | Jean de Gaulle jusqu'au 2 janvier 2007 |       | UMP       | Jean-Pierre Burriez        |
| 9e    | Jean-Marie Le Guen                     |       | PS        | Marie-Pierre de La Gontrie |
| 10e   | Serge Blisko                           |       | PS        | Carine Petit               |
| 11e   | Yves Cochet                            |       | Les Verts | Pierre Castagnou (PS)      |
| 12e   | Édouard Balladur                       |       | UMP       | Philippe Goujon            |
| 13e   | René Galy-Dejean                       |       | UMP       | Jeanne Chabaud             |
| 14e   | Claude Goasguen                        |       | UMP       | Danièle Giazzi             |
| 15e   | Gilbert Gantier jusqu'au 29 avril 2004 |       | UDF       | Marc Stehlin               |
| 15e   | Bernard Debré                          |       | UMP       |                            |
| 16e   | Françoise de Panafieu                  |       | DVD       | Jean-François Rémond       |
| 17e   | Annick Lepetit                         |       | PS        | Jean-Bernard Bros (PRG)    |
| 18e   | Christophe Caresche                    |       | PS        | Laurence Goldgrab (PRG)    |
| 19e   | Daniel Vaillant                        |       | PS        | Daniel Marcovitch          |
| 20e   | Jean-Christophe Cambadélis             |       | PS        | Roger Madec                |
| 21e   | Michel Charzat                         |       | PS        | Nathalie Kaufmann          |

1. ↑  démissionnaire le 2 janvier 2007, non remplacé.
2. ↑  à compter du 28 juin 2004, à la suite de la démission de Gilbert Gantier (élection partielle).
3. ↑  réélue le 2 février 2003, à la suite de l'annulation de son élection.

## Treizième législature(20 juin 2007 - 19 juin 2012)

Résultats des élections législatives de 2007 à Paris.

| Circ. | Député                         | Parti | Parti     | Suppléant(e)                           |
| ----- | ------------------------------ | ----- | --------- | -------------------------------------- |
| 1re   | Martine Billard                |       | Les Verts | Pierre Aidenbaum (PS)                  |
| 2e    | Jean Tiberi                    |       | UMP       | Emmanuelle Masson                      |
| 3e    | Martine Aurillac               |       | UMP       | Jean-Pierre Lecoq                      |
| 4e    | Pierre Lellouche Edwige Antier |       | UMP       | Edwige Antier                          |
| 5e    | Tony Dreyfus                   |       | PS        | Alexandra Cordebard                    |
| 6e    | Danièle Hoffman-Rispal         |       | PS        | Hamou Bouakkaz                         |
| 7e    | Patrick Bloche                 |       | PS        | Michèle Blumenthal                     |
| 8e    | Sandrine Mazetier              |       | PS        | Karen Taieb                            |
| 9e    | Jean-Marie Le Guen             |       | PS        | Marie-Pierre de La Gontrie             |
| 10e   | Serge Blisko                   |       | PS        | Carine Petit                           |
| 11e   | Yves Cochet                    |       | Les Verts | Pierre Castagnou (PS) (décédé en 2009) |
| 12e   | Philippe Goujon                |       | UMP       | Géraldine Poirault-Gauvin              |
| 13e   | Jean-François Lamour           |       | UMP       | Hélène Macé de Lépinay                 |
| 14e   | Claude Goasguen                |       | UMP       | Danièle Giazzi                         |
| 15e   | Bernard Debré                  |       | UMP       | Pierre Gaboriau                        |
| 16e   | Françoise de Panafieu          |       | UMP       | Jean-Didier Berthault                  |
| 17e   | Annick Lepetit                 |       | PS        | Jean-Bernard Bros (PRG)                |
| 18e   | Christophe Caresche            |       | PS        | Laurence Goldgrab (PRG)                |
| 19e   | Daniel Vaillant                |       | PS        | Daniel Marcovitch                      |
| 20e   | Jean-Christophe Cambadélis     |       | PS        | François Dagnaud                       |
| 21e   | George Pau-Langevin            |       | PS        | Jean-Yves Autexier (MRC)               |

1. ↑  à compter du 23 juillet 2009, à la suite de la nomination au gouvernement de Pierre Lellouche (suppléante).
2. ↑  Élu député européen le 6 décembre 2011, non remplacé.